# رابرت کوستانزو
رابرت کوستانزو (به انگلیسی: Robert Costanzo) (زاده ۲۰ نوامبر ۱۹۴۲) بازیگر آمریکایی است.
از فیلم‌های معروف او می‌توان به بازی در فیلم کشتی راهنما، دو مدل از یک نوع، ماه عسل در وگاس، باشگاه گورستان، در میکس، برای بهتر یا بدتر، پاریس را فراموش کن، جودی مودی و شکست‌ناپذیر ۳: رستگاری اشاره کرد.